# Diocesi di Campo Maior
La diocesi di Campo Maior (in latino Dioecesis Campi Maioris) è una sede della Chiesa cattolica in Brasile suffraganea dell'arcidiocesi di Teresina. Nel 2023 contava 321.000 battezzati su 366.250 abitanti. La sede è vacante.

## Territorio
La diocesi comprende 26 comuni dello stato brasiliano di Piauí: Alto Longá, Altos, Assunção do Piauí, Barras, Beneditinos, Boa Hora, Boqueirão do Piauí, Buriti dos Montes, Cabeceiras do Piauí, Campo Largo do Piauí, Campo Maior, Capitão de Campos, Castelo do Piauí, Cocal de Telha, Coivaras, Jatobá do Piauí, José de Freitas, Juazeiro do Piauí, Nossa Senhora de Nazaré, Nossa Senhora dos Remédios, Novo Santo Antônio, Pau d'Arco do Piauí, Porto, São João da Serra, São Miguel do Tapuio e Sigefredo Pacheco.
Sede vescovile è la città di Campo Maior, dove si trova la cattedrale di Sant'Antonio.
Il territorio si estende su 27.943 km² ed è suddiviso in 33 parrocchie.

## Storia
La diocesi è stata eretta il 12 giugno 1975 con la bolla Tametsi munus di papa Paolo VI, ricavandone il territorio dall'arcidiocesi di Teresina e dalla diocesi di Parnaíba.

## Cronotassi dei vescovi
Si omettono i periodi di sede vacante non superiori ai 2 anni o non storicamente accertati.
- Abel Alonso Núñez, O. de M. † (24 marzo 1976 - 2 febbraio 2000 ritirato)
- Eduardo Zielski (2 febbraio 2000 - 2 marzo 2016 nominato vescovo di São Raimundo Nonato)
- Francisco de Assis Gabriel dos Santos, C.SS.R. (21 giugno 2017 - 9 aprile 2025 nominato vescovo di Cajazeiras)

## Statistiche
La diocesi nel 2023 su una popolazione di 366.250 persone contava 321.000 battezzati, corrispondenti all'87,6% del totale.
| anno | popolazione | popolazione | popolazione | presbiteri | presbiteri | presbiteri | presbiteri                | diaconi | religiosi | religiosi | parrocchie |
| anno | battezzati  | totale      | %           | numero     | secolari   | regolari   | battezzati per presbitero | diaconi | uomini    | donne     | parrocchie |
| ---- | ----------- | ----------- | ----------- | ---------- | ---------- | ---------- | ------------------------- | ------- | --------- | --------- | ---------- |
| 1975 | ?           | 279.454     | ?           | 8          | 7          | 1          | ?                         |         |           | 10        | 9          |
| 1980 | 278.000     | 287.000     | 96,9        | 9          | 8          | 1          | 30.888                    |         | 1         | 14        | 9          |
| 1990 | 462.000     | 477.000     | 96,9        | 13         | 13         |            | 35.538                    |         |           | 30        | 19         |
| 1999 | 499.000     | 522.000     | 95,6        | 32         | 32         |            | 15.593                    | 1       |           | 45        | 30         |
| 2000 | 500.000     | 520.000     | 96,2        | 34         | 34         |            | 14.705                    | 1       |           | 39        | 31         |
| 2001 | 295.000     | 320.820     | 92,0        | 29         | 29         |            | 10.172                    | 1       |           | 39        | 29         |
| 2002 | 290.000     | 321.220     | 90,3        | 32         | 32         |            | 9.062                     | 1       |           | 27        | 28         |
| 2003 | 290.000     | 321.220     | 90,3        | 31         | 31         |            | 9.354                     | 1       |           | 29        | 28         |
| 2004 | 297.365     | 321.220     | 92,6        | 28         | 28         |            | 10.620                    | 1       |           | 29        | 28         |
| 2006 | 304.234     | 329.856     | 92,2        | 35         | 35         |            | 8.692                     | 1       |           | 29        | 28         |
| 2013 | 351.000     | 370.000     | 94,9        | 34         | 33         | 1          | 10.323                    | 1       | 1         | 22        | 29         |
| 2016 | 348.000     | 366.587     | 94,9        | 39         | 38         | 1          | 8.923                     | 1       | 1         | 21        | 32         |
| 2019 | 316.954     | 361.820     | 87,6        | 46         | 45         | 1          | 6.890                     |         | 4         | 22        | 33         |
| 2021 | 321.125     | 366.580     | 87,6        | 46         | 44         | 2          | 6.980                     |         | 5         | 17        | 33         |
| 2023 | 321.000     | 366.250     | 87,6        | 45         | 41         | 4          | 7.133                     |         | 7         | 18        | 33         |